# Combretum woodii
Combretum woodii är en tvåhjärtbladig växtart som beskrevs av Dümmer. Combretum woodii ingår i släktet Combretum och familjen Combretaceae. Inga underarter finns listade i Catalogue of Life.